# Hemanal, Devadurga
Hemanal là một làng thuộc tehsil Devadurga, huyện Raichur, bang Karnataka, Ấn Độ.